# The note of my nineteen years
『The note of my nineteen years』（ザ ノート オブ マイ ナインティーン イヤーズ）は、竹井詩織里の2枚目のカバーミニアルバム。CDコードはTCR-027。

## 概要
- 彼女の2枚目となるインディーズアルバム。彼女は既にメジャーデビューしていたのにもかかわらず、インディーズで発売した。

## 収録曲
1. Honesty
2. 蜃気楼の街
3. My Favorite Things(「My Favorite Things」の特典CDとして前に配布された。)
4. Baby one more time
5. MY happy ending
6. Baby it's you